# Simulation Theory Film
Simulation Theory Film est un film, cinquième enregistrement public du groupe de rock britannique Muse à paraître le 17 août 2020 (après Hullabaloo en 2002, Absolution Tour en 2005, HAARP en 2008 et Live at Rome Olympic Stadium en 2013). Le film alterne un enregistrement du concert à l'O2 Arena de Londres en septembre 2019 lors de la tournée Simulation Theory World Tour et des images de clips vidéo des morceaux parus fin 2018. Le film est projeté au cinéma les 17 et 18 août 2020 dans de nombreux cinémas à travers le monde.

## À propos du film
Le 8 mai 2020, Matt Bellamy annonce la sortie du film sur les réseaux sociaux pour une sortie à l'été 2020. 
Le 7 août, le groupe confirme sur les réseaux sociaux une sortie prochaine du film, sans en annoncer la date exacte.
Il est réalisé par Lance Drake, réalisateur des clips de l’album notamment.
L'annonce officielle de la sortie du film et des coffrets deluxe est faite le 11 août 2020.

## Le film

### Format
Simulation Theory Film est un film d'un concert live de la tournée Simulation Theory World Tour alterné d'extraits des clips vidéo des singles dévoilés fin 2018 lors de la sortie de l'album et d'intervention de scientifiques. Matthew Bellamy déclare sortir un projet à la The Wall de Pink Floyd, basé sur le même principe en 1982.
D'après le site canadien tribune.ca:
"Film novateur développé et produit par Muse. Le film inclut une chanson inédite accompagnant le voyage du groupe dans 28 pays, de février à octobre 2019 et comprend 22 chansons, le tout mêlé à une histoire qui suit une équipe de scientifique enquêtant sur une activité paranormale pour sauver le monde. filmé à Londres en septembre 2019, le film mêle concert, narration, virtuel et réalité."
Le film sera diffusé dans les cinémas proposant de l'IMAX. le 17 août puis le 21 août en streaming digital. Un coffret deluxe métallique et Bluray paraîtront en décembre. Le coffret contiendra un vinyle, une cassette VHS, une cassette audio fluorescente, une bande dessinée Simulation Theory et un poster.

### Liste des pistes

#### Vinyle
- FACE A
  - Algorithm (Alternate Reality Version)
  - Pressure (Film Edit)
  - Break It To Me
  - The Dark Side
  - Thought Contagion
  - Dig Down (Gospel Version)
- FACE B
  - Propaganda (Acoustic version)
  - Algorithm
  - Metal Medley

#### Cassette
- FACE A
  - Simulation Theory Film Intro Music
  - Psycho Murf Speaks
  - Zombie Murphy Gets Wired Up
- FACE B
  - Behold, The Glove
  - Emotionality Rush
  - Simulation Theory Film End Credits With Newcaster

## Musiciens
- Matthew Bellamy - chant, guitares, piano
- Chris Wolstenholme - basse, chant, guitare, harmonica, chœurs
- Dominic Howard - batterie, chœurs
- Morgan Nicholls - claviers, chœurs (ne fait pas partie officiellement du groupe)

De nombreux musiciens étaient également présents sur scène pour accompagner le groupe, notamment au trombone.